# Cyornis herioti
Papa-moscas-de-peito-azul ou papa-moscas-azul-de-lução (Cyornis herioti) é uma espécie de ave da família Muscicapidae.
É endémica das Filipinas.
Os seus habitats naturais são: florestas subtropicais ou tropicais húmidas de baixa altitude.